# マリー・ド・ヌムール
マリー・ド・ヌムール（フランス語：Marie de Nemours, 1625年3月5日 - 1707年6月16日）またはマリー・ドルレアン＝ロングヴィル（Marie d'Orléans-Longueville）は、ヌーシャテル女公（在位：1694年 - 1707年）。ロングヴィル公アンリ2世・ドルレアンとルイーズ・ド・ブルボン＝ソワソンの娘。1694年に弟ジャン・ルイ・シャルルが死去し、マリーはヌーシャテル公位を継承した。

## 生涯
マリーはオルレアン公ルイの庶子ジャン・ド・デュノワの子孫に当たり、結婚前はロングヴィル嬢（Mademoiselle de Longueville）として知られていた。
1657年5月22日にトリ（Trie）においてヌムール公アンリ2世と結婚し、マリーはヌムール公妃となった。ヌムール公家は16世紀にフランスに移住したサヴォイア家の分家であり、「プランス・エトランジェ」（prince étranger）の身分を保持していた。
マリーは若い頃に、父アンリ2世とその継妃アンヌ・ジュヌヴィエーヴ・ド・ブルボン＝コンデが主導したフロンドの乱に巻き込まれた。1657年にマリーはヌムール公アンリ2世と結婚した。1659年に夫アンリ2世が子供がいないまま死去し、マリーの残りの人生はもっぱら継母と相続について争うことに費やされた。マリーのサヴォイア家の姪には、サヴォイア公妃マリー・ジャンヌ・ド・サヴォワ＝ヌムールやポルトガル王妃マリー・フランソワーズ・ド・サヴォワ＝ヌムールなどがいた。
ロングヴィル公家はヨハンナ・フォン・ハッハベルク＝ザウセンベルクとの結婚によりヌーシャテル公領を得ていた。1694年に弟ジャン・ルイ・シャルルが死去し、マリーはヌーシャテル公位を継承した。

## 遺産
マリーは興味深い回想録を残しており、C. B. Petitotの『Collection complete des memoires』の中に収められている（1819年 - 1829年）。
マリーはジャン・ロレの『Muse historique』のミューズであった。『Muse historique』はパリ社交界やルイ14世の宮廷の出来事をマリー・ドルレアン＝ロングヴィルに宛てた手紙の形で報告する週刊の風刺新聞であり、フランスのジャーナリズムの初期の例と見なされている。
1707年にマリーは嗣子なく死去し、近親の親族もいなかったため、エストゥトヴィル公領などを含むマリーの広大な遺産をめぐって衝突が勃発した。